# Koniemłoty (gromada)
Koniemłoty – dawna gromada, czyli najmniejsza jednostka podziału terytorialnego Polskiej Rzeczypospolitej Ludowej w latach 1954–1972.
Gromady, z gromadzkimi radami narodowymi (GRN) jako organami władzy najniższego stopnia na wsi, funkcjonowały od reformy reorganizującej administrację wiejską przeprowadzonej jesienią 1954 do momentu ich zniesienia z dniem 1 stycznia 1973, tym samym wypierając organizację gminną w latach 1954–1972.
Gromadę Koniemłoty z siedzibą GRN w Koniemłotach utworzono – jako jedną z 8759 gromad na obszarze Polski – w powiecie buskim w woj. kieleckim, na mocy uchwały nr 13a/54 WRN w Kielcach z dnia 29 września 1954. W skład jednostki weszły obszary dotychczasowych gromad Koniemłoty, Grzybów, Krzywołęcz, Krzczonowice (bez wsi Lenartowice) i Pacanówka ze zniesionej gminy Oględów w tymże powiecie.
Dwa dni później, 1 października 1954, gromada weszła w skład nowo utworzonego powiatu staszowskiego w tymże województwie, gdzie ustalono dla niej 21 członków gromadzkiej rady narodowej.
29 lutego 1956 do gromady Koniemłoty  przyłączono oddziały Nr. Nr. 273 i 277 nadleśnictwa Kurozwęki z gromady Dobrów w tymże powiecie.
31 grudnia 1959 do gromady Koniemłoty przyłączono wsie Sielec, Stefanówek, Gaj, Koniemłocki i Ziembice oraz osadę Adamówka ze zniesionej gromady Sielec w powiecie staszowskim oraz wsie Niziny i Lenartowice, kolonię Kowalówka Nizińska oraz osadę Młyńczysko ze zniesionej gromady Niziny w powiecie buskim.
Gromada przetrwała do końca 1972 roku, czyli do kolejnej reformy gminnej.